# Eupithecia monticolans
Eupithecia monticolans,là một loài bướm đêm thuộc họ Geometridae. Nó là loài đặc hữu của Kauai, Oahu, Molokai, Maui, Lanai và phổ biến ở Hawaii.
Loài này cực kỳ đa dạng.

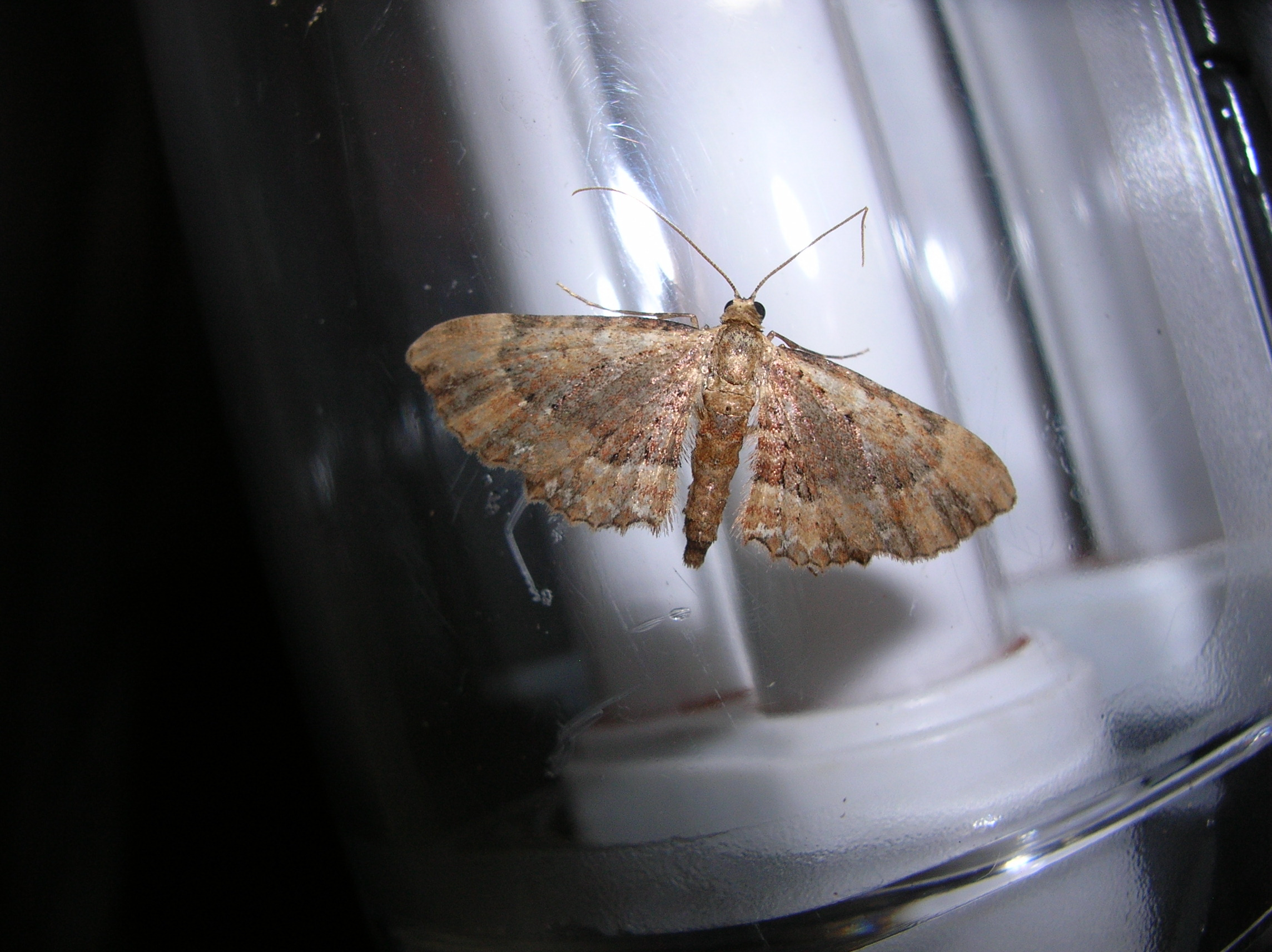

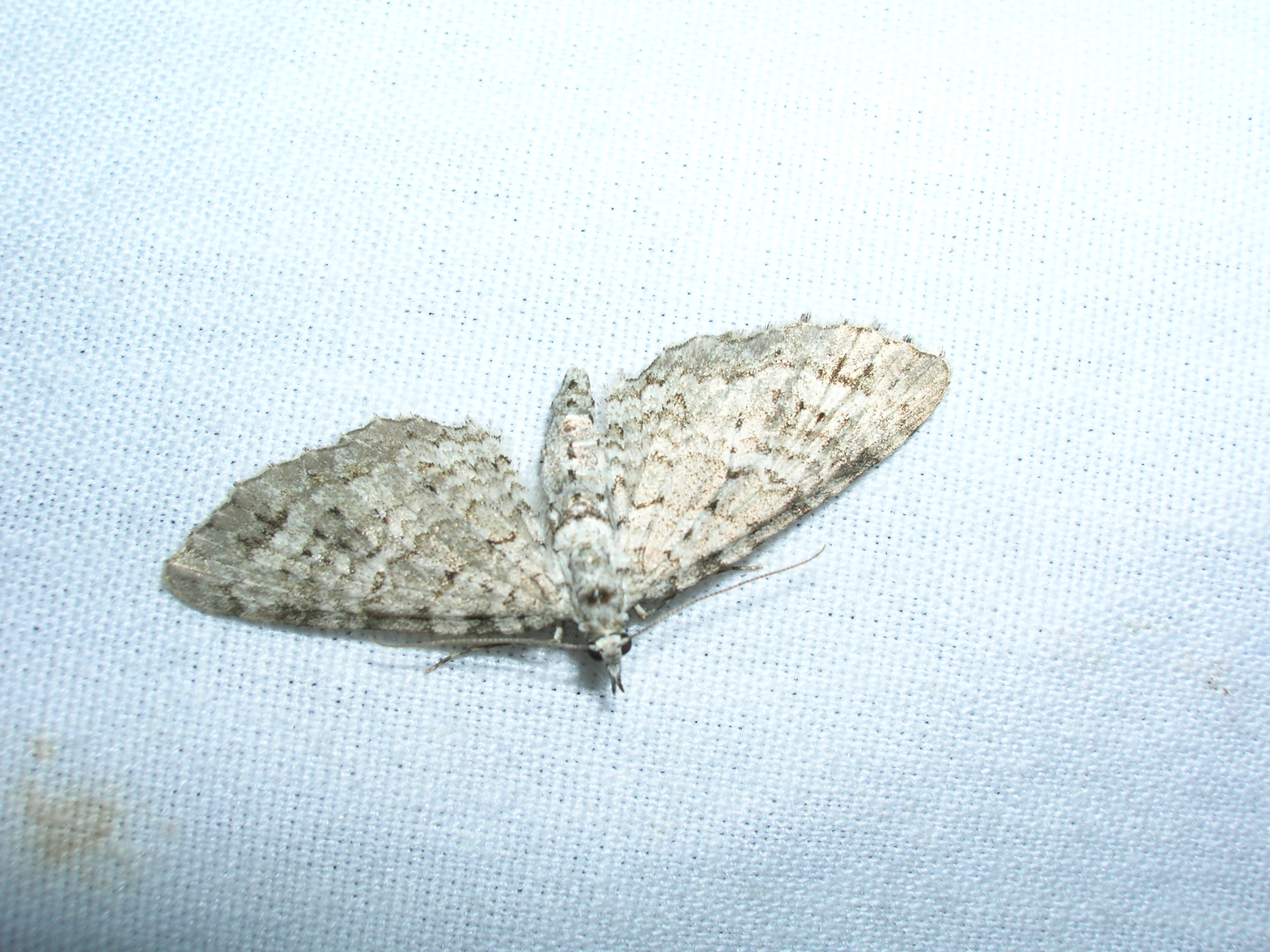

Ấu trùng ăn Alphitonia ponderosa, Metrosideros, Pipturus, Railliardia và Styphelia tameiameiae.